# ST Format
 (décembre 2018).
Si vous disposez d'ouvrages ou d'articles de référence ou si vous connaissez des sites web de qualité traitant du thème abordé ici, merci de compléter l'article en donnant les références utiles à sa vérifiabilité et en les liant à la section « Notes et références ».
ST Format était un magazine informatique britannique spécialisé dans l'actualité matériel et logiciel de la famille d'ordinateurs personnels Atari ST. Publié par Future Publishing, il est inauguré en août 1989, de la scission de ST/Amiga Format, et stoppe en septembre 1996, après 86 numéros.